# Primera División 1933/34
Die Primera División 1933/34 war die sechste Spielzeit der höchsten spanischen Fußballliga. Sie startete am 5. November 1933 und endete am 4. März 1934.

## Vor der Saison
- Als Titelverteidiger ging der zweimalige Meister Madrid FC ins Rennen. Letztjähriger Vizemeister wurde Athletic Bilbao.
- Aufgestiegen aus der Segunda División ist Oviedo FC.

## Vereine
| Verein            | Stadt         | Stadion                     |
| ----------------- | ------------- | --------------------------- |
| FC Barcelona      | Barcelona     | Camp de Les Corts           |
| Español Barcelona | Barcelona     | Estadi Sarrià               |
| FC Valencia       | Valencia      | Estadio Mestalla            |
| Madrid FC         | Madrid        | Estadio de Chamartín        |
| Oviedo FC         | Oviedo        | Estadio Buenavista          |
| Athletic Bilbao   | Bilbao        | Estadio San Mamés           |
| Donostia CF       | San Sebastián | Estadio de Atotxa           |
| Arenas Club       | Getxo         | Estadio Municipal de Gobela |
| Racing Santander  | Santander     | Estadio El Sardinero        |
| Betis Sevilla     | Sevilla       | Estadio Benito Villamarín   |

## Abschlusstabelle
| Pl. | Verein              | Sp. | S  | U | N  | Tore    | Quote | Punkte |
| --- | ------------------- | --- | -- | - | -- | ------- | ----- | ------ |
| 1.  | Athletic Bilbao (P) | 18  | 11 | 2 | 5  | 061:270 | 2,26  | 24:12  |
| 2.  | Madrid FC (M)       | 18  | 10 | 2 | 6  | 041:290 | 1,41  | 22:14  |
| 3.  | Racing Santander    | 18  | 9  | 1 | 8  | 038:390 | 0,97  | 19:17  |
| 4.  | Betis Sevilla       | 18  | 9  | 1 | 8  | 029:360 | 0,81  | 19:17  |
| 5.  | Donostia CF         | 18  | 7  | 4 | 7  | 029:330 | 0,88  | 18:18  |
| 6.  | Oviedo FC (N)       | 18  | 8  | 2 | 8  | 051:450 | 1,13  | 18:18  |
| 7.  | FC Valencia         | 18  | 7  | 3 | 8  | 028:380 | 0,74  | 17:19  |
| 8.  | Español Barcelona   | 18  | 7  | 3 | 8  | 041:420 | 0,98  | 17:19  |
| 9.  | FC Barcelona        | 18  | 8  | 0 | 10 | 042:400 | 1,05  | 16:20  |
| 10. | Arenas Club         | 18  | 3  | 4 | 11 | 018:490 | 0,37  | 10:26  |

Platzierungskriterien: 1. Punkte – 2. Direkter Vergleich  – 3. Torquotient – 4. geschossene Tore
| (M) | Spanischer Meister 1932/33                 |
| (P) | Pokalsieger 1932/33                        |
| (N) | Neuaufsteiger der Segunda División 1932/33 |

## Kreuztabelle
| 1933/34           | Athletic Bilbao | Madrid FC | Racing Santander | Betis Sevilla | Donostia CF | Oviedo FC | FC Valencia | Español Barcelona | FC Barcelona | Arenas Club |
| ----------------- | --------------- | --------- | ---------------- | ------------- | ----------- | --------- | ----------- | ----------------- | ------------ | ----------- |
| Athletic Bilbao   |                 | 5:1       | 3:1              | 5:0           | 2:1         | 6:2       | 6:2         | 5:0               | 6:1          | 9:0         |
| Madrid FC         | 3:0             |           | 1:0              | 0:1           | 2:0         | 5:1       | 3:2         | 3:2               | 4:0          | 2:1         |
| Racing Santander  | 3:2             | 4:3       |                  | 4:1           | 1:1         | 4:3       | 2:1         | 3:1               | 3:1          | 4:1         |
| Betis Sevilla     | 1:3             | 2:1       | 2:1              |               | 1:1         | 4:2       | 2:1         | 3:1               | 1:0          | 2:0         |
| Donostia CF       | 3:0             | 0:3       | 2:1              | 3:2           |             | 3:1       | 3:1         | 3:3               | 2:0          | 4:1         |
| Oviedo FC         | 2:2             | 3:2       | 3:1              | 4:3           | 3:2         |           | 7:0         | 3:1               | 7:3          | 7:0         |
| FC Valencia       | 2:2             | 2:1       | 1:2              | 2:1           | 4:1         | 1:0       |             | 1:0               | 2:0          | 0:0         |
| Español Barcelona | 1:4             | 2:2       | 5:0              | 3:1           | 4:0         | 5:2       | 2:2         |                   | 3:2          | 6:2         |
| FC Barcelona      | 2:1             | 1:2       | 6:3              | 5:1           | 4:0         | 2:0       | 5:2         | 5:0               |              | 4:0         |
| Arenas Club       | 2:0             | 3:3       | 2:1              | 0:1           | 0:0         | 1:1       | 1:2         | 1:2               | 3:1          |             |

## Nach der Saison
- 1. – Athletic Bilbao – Meister

Absteiger in die Segunda División
Keine, da die Liga auf 12 Vereine aufgestockt wurde.
Aufsteiger in die Primera División
- FC Sevilla
- Atlético Madrid

## Pichichi-Trophäe
Die Pichichi-Trophäe wird jährlich für den besten Torschützen der Spielzeit vergeben.
| Pl. | Nat.                    | Spieler             | Verein            | Tore |
| --- | ----------------------- | ------------------- | ----------------- | ---- |
| 1   | Spanien Zweite Republik | Isidro Lángara      | Oviedo FC         | 27   |
| 2   | Spanien Zweite Republik | Francisco Iriondo   | Español Barcelona | 18   |
| 3   | Spanien Zweite Republik | José Iraragorri     | Athletic Bilbao   | 17   |
| 4   | Spanien Zweite Republik | Bata                | Athletic Bilbao   | 14   |
|     | Spanien Zweite Republik | Guillermo Gorostiza | Athletic Bilbao   | 14   |
|     | Spanien Zweite Republik | Martí Ventolrà      | FC Barcelona      | 14   |

## Die Meistermannschaft von Athletic Bilbao
(Spieler mit mindestens 5 Einsätzen wurden berücksichtigt; in Klammern sind die Spiele und Tore angegeben)
| 1.              | Athletic Bilbao |
| Athletic Bilbao | - Tor: Gregorio Blasco (14/-) - Abwehr: José Castellanos (15/-); Leonardo Cilaurren (13/-); José Muguerza (18/-); Juan Urquizu (5/-); Luis Zabala (5/-) - Mittelfeld: Gerardo Bilbao (9/1); Chirri II (17/7); Juan Garizurieta (8/-); Roberto (17/-) - Sturm: Bata (17/14); Guillermo Gorostiza (15/14); José Iraragorri (17/17); Lafuente (17/3) - Trainer: Patricio Caicedo |